# 뉴욕주도 343호선 (뉴욕주-코네티컷주)

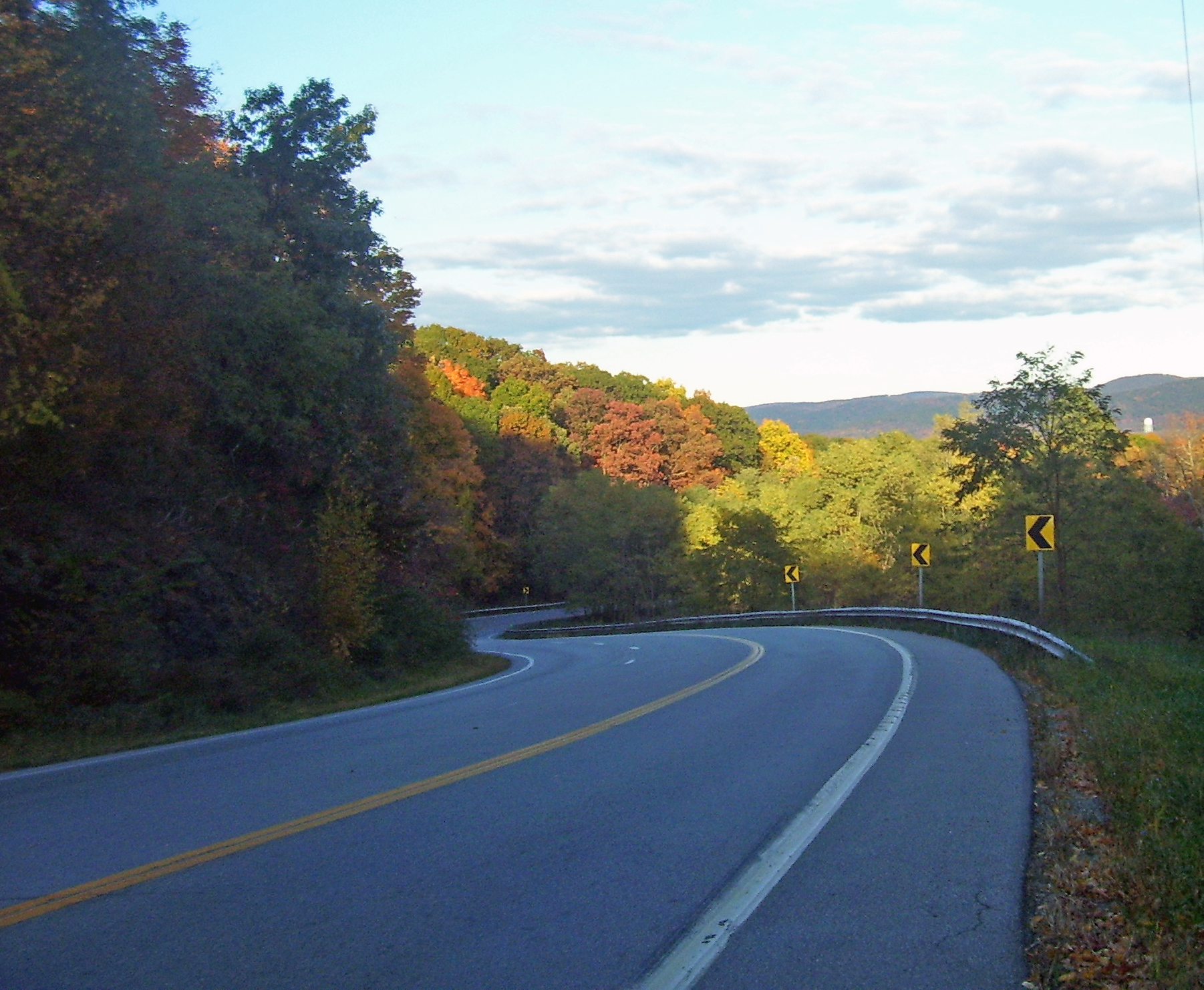
밀브룩과 도버 평원 사이의 할렘 계곡 전

뉴욕주도 343호선 ( NY 343 )은 전구간 미국 뉴욕 주 허드슨 밸리 지역의 더치스 카운티 관내에 위치한 주립 고속도로이다. 밀브룩 마을에 위치한 뉴욕주도 82호선과의 교차로에서 아메리나 마을까지 동서로 달린다. 아메리나 마을에서 이 도로는 코네티컷 주 경계선을 넘어 동쪽으로 코네티컷 주도 343호선으로 이어진다. 이 노선을 따라 주도는 7.3마일(11.7 km)의 뉴욕 주도 22호선과 중복 구간이 있다.